# Jüdischer Friedhof (Saarlouis)

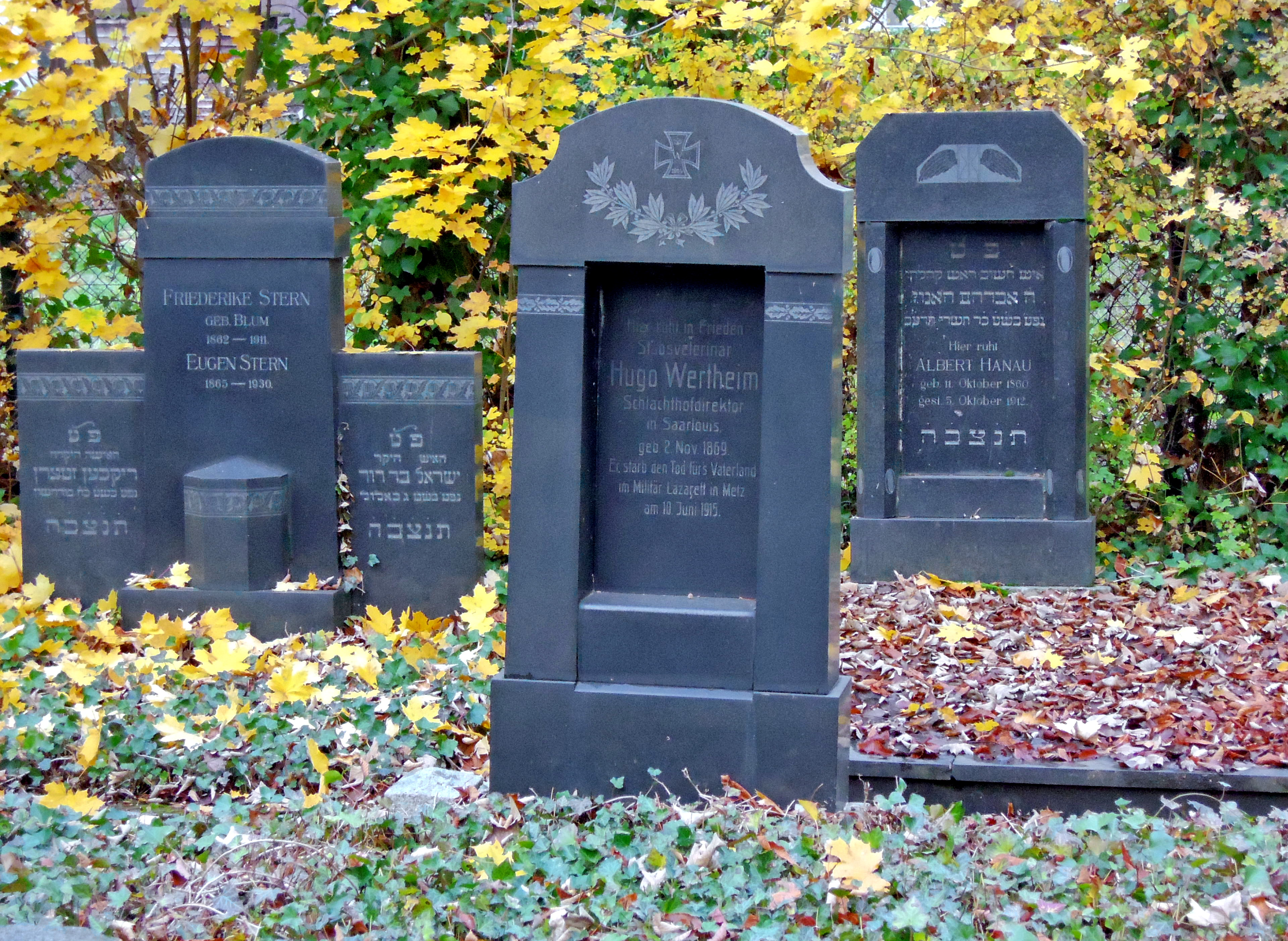
Jüdischer Friedhof Saarlouis

Der Jüdische Friedhof Saarlouis in der Stadt Saarlouis im Landkreis Saarlouis im Saarland ist ein Baudenkmal.

## Beschreibung
Der Friedhof, der in der südlichen Fortsetzung des alten christlichen Friedhofs an der Walter-Bloch-Straße (bis 2010 Von-Lettow-Vorbeck-Straße) liegt, wird seit 1905 belegt. Auf ihm befinden sich 130 Grabsteine.

## Geschichte
Von 1755 bis 1905 wurden die Verstorbenen aus Saarlouis auf dem zentralen Friedhof im Hüttenwald bestattet. Dann konnte ein eigener jüdischer Friedhof in Saarlouis angelegt werden. Im Zweiten Weltkrieg wurde der Friedhof bei Bombardierungen stark beschädigt. Der Friedhof wird bis zur Gegenwart belegt.